# Nychiodes palaestinensis
Nychiodes palaestinensis är en fjärilsart som beskrevs av Wagner 1919. Nychiodes palaestinensis ingår i släktet Nychiodes och familjen mätare. Inga underarter finns listade i Catalogue of Life.